# Bobbie Williams
Bobbie Joe Williams Jr. (Jefferson, 25 settembre 1976) è un giocatore di football americano statunitense che ha militato nel ruolo di offensive guard nella National Football League (NFL). Fu scelto nel corso del secondo giro (61º assoluto) del Draft NFL 2000 dai Philadelphia Eagles. Al college ha giocato a football all’Università dell'Arkansas.

## Carriera professionistica

### Philadelphia Eagles
Williams fu scelto dai Philadelphia Eagles nel secondo giro del draft 2000. Dopo non aver disputato alcuna gara nella sua prima stagione debuttò nella gara contro i Tampa Bay Buccaneers il 6 gennaio 2001 partendo come guardia destra titolare. Williams giocò tutte le gare degli Eagles nel 2002 e 2003 incluse due gare di playoff nel 2002.

### Cincinnati Bengals
Il 26 marzo 2004, Williams firmò coi Cincinnati Bengals in qualità di free agent giocando tutte le azioni offensive della squadra nel 2004. Nel 2005 fu parte di una linea offensive che concesse soli 21 sack stabilendo il nuovo primato di franchigia. Il 5 aprile 2010 Bobbie firmò un prolungamento contrattuale biennale con la squadra. Nella settimana 14 della stagione, Williams si ruppe una caviglia nella sconfitta 20-19 contro gli Houston Texans, terminando in anticipo la stagione regolare.

### Baltimore Ravens
L'8 giugno 2012 Williams firmò un contratto biennale coi Baltimore Ravens. Nell'unica stagione nel Maryland disputò 12 partite, 6 delle quali come titolare, con i Ravens che vinsero il Super Bowl XLVII contro i San Francisco 49ers.

## Palmarès
- Super Bowl : 1

Baltimore Ravens: Super Bowl XLVII
- American Football Conference Championship: 1

Baltimore Ravens: 2012